# Chris Timms
Chris Timms (24 de março de 1947 — 19 de março de 2004) é um velejador neozelandês, campeão olímpico.

## Carreira
Timms consagrou-se campeão olímpico ao vencer a série de regatas da classe Tornado nos Jogos Olímpicos de Verão de 1984 em Los Angeles ao lado de Rex Sellers. Com a mesma dupla na mesma categoria, conquistou a medalha de prata na edição de 1988 em Seul.